# Nowaki (województwo opolskie)
Nowaki (niem. Nowag) – wieś w Polsce położona w województwie opolskim, w powiecie nyskim, w gminie Pakosławice.
W latach 1945–54 siedziba gminy Nowaki. W latach 1975–1998 miejscowość położona była w województwie opolskim. 
W miejscowości działa drużyna Ochotniczej Straży Pożarnej.

## Nazwa
Nazwa jest patronimiczną nazwą wywodzącą się od najpopularniejszego polskiego nazwiska - Nowaka i pochodziła od założyciela wsi. Niemiecki językoznawca Heinrich Adamy w swoim dziele o nazwach miejscowych na Śląsku wydanym w 1888 roku we Wrocławiu jako starszą od niemieckiej wymienia polską formę nazwy - Nowak podając jej znaczenie "Dorf der Nowak (Neuling)" - "Wieś Nowaka (Nowicjusz)". Nazwa została zgermanizowana przez Niemców na Nowag i utraciła swoje pierwotne znaczenie.

### Historia
Pierwsze wzmianki na temat miejscowości pochodzą z 1291 roku. Młyn i poczta funkcjonowały w miejscowości do końca XX wieku.

### Zabytki
Do wojewódzkiego rejestru zabytków wpisane są:
- kościół par. pod wezwaniem św. Andrzeja, z 1505 r., XX w., datowany na początek 1335 rok, otoczony murem obronnym z XVI wieku. Zniszczony w trakcie działań wojennych w 1945 roku, odbudowany w 1957 r.; znajduje się w centralnej części miejscowości
- dom gminny, z XVIII/XIX w.

Inne obiekty:
- granitowy krzyż kamienny stojący przy drodze koło kościoła, możliwe że pochodzący z późnego średniowiecza[7]. Krzyż określany jest często jako tzw. krzyż pokutny co nie ma oparcia w żadnych dowodach ani badaniach, a jest oparte jedynie na nieuprawnionym założeniu, że wszystkie stare kamienne krzyże monolitowe, o których nic nie wiadomo, są krzyżami pokutnymi[8], chociaż w  rzeczywistości powód fundacji takiego krzyża może być różnoraki, tak jak każdego innego krzyża. Niestety hipoteza ta stała się na tyle popularna, że zaczęła być odbierana jako fakt i pojawiać się w lokalnych opracowaniach, informatorach czy przewodnikach jako faktyczna informacja, bez uprzedzenia, że jest to co najwyżej luźny domysł bez żadnych bezpośrednich dowodów.